# Little Dragons
Little Dragons is een half-overdekte speelplaats in het Nederlandse attractiepark Toverland. Het is geschikt voor kinderen tussen 0 en 3 jaar. De speeltuin opende op 1 juli 2023. De attractie bevindt zich in het themagebied Avalon.
Lijst van attracties in Attractiepark Toverland · Afbeeldingen